# Josep Termes
Josep Termes Ardèvol (Barcelona, 27 de julio de 1936-Barcelona 9 de septiembre de 2011) fue un historiador español, especializado en el movimiento obrero catalán de los siglos XIX y XX desde la perspectiva del nacionalismo catalán.

## Biografía
Licenciado en Farmacia y Letras por la Universidad de Barcelona en 1963, su activismo en contra del régimen del general Francisco Franco le llevó a ser expulsado de la Universidad de Barcelona en 1958 y en 1966. Obtuvo el doctorado en historia contemporánea por la Universidad Autónoma de Barcelona en 1971, universidad de la que también fue profesor. Fue catedrático de historia contemporánea en la Universidad de Barcelona entre 1982 y 1991, año en que pasó a la Universidad Pompeu Fabra, en concreto en el Instituto Universitario de Historia Jaume Vicens Vives. Se jubiló el 1 de octubre de 2006.
En el ámbito de la investigación, Termes se centró siempre en estudiar el movimiento obrero catalán de los siglos XIX y XX y las vinculaciones de este con el catalanismo político. También revisó otras teorías sobre la historia de la Cataluña contemporánea a partir de las conclusiones extraídas de su vasto conocimiento de los movimientos sociales y de una lectura científica y popular de las interpretaciones hechas por Antoni Rovira i Virgili.
Fue autor de multitud de artículos en publicaciones periódicas especializadas como L'Avenç, Estudios de Historia Social o El Contemporani, revista de la que fue codirector con Rafael Aracil. Fue uno de los fundadores de la revista Recerques. A pesar de ser contrario a crear una escuela historiográfica en un sentido estricto, muchos historiadores actuales se consideran discípulos suyos, entre ellos: Teresa Abelló, Josep Maria Solé i Sabaté, Enric Olivé, Lluís Duran, Josep Pich, Santiago Izquierdo, Josep Grau, Andreu Mayayo, Jordi Llorens o Agustí Colomines.
En el terreno político, Termes fue militante del PSUC hasta mediados de los años sesenta del siglo XX. Su trabajo recibió un reconocimiento público en 2006 con el Premio de Honor de las Letras Catalanas, otorgado por Òmnium Cultural. En 1990 ya había recibido la Cruz de Sant Jordi.
Su fondo personal se encuentra depositado en el Biblioteca del Pabellón de la República de la Universidad de Barcelona. Consta de publicaciones de diversas organizaciones políticas, sociales y culturales antifranquistas, documentos relacionados con la actividad académica de Josep Termes , recortes de prensa y escritos.

## Obras
- Anarquismo y sindicalismo en España: La primera Internacional (1864-1881) (1972)
- Els moviments socials a Catalunya, País Valencià i les Illes (1967), en colaboración con Emili Giralt, Alfons Cucó y Albert Balcells.
- El nacionalisme català. Problemes d'interpretació (1974), ponència presentada en el Col·loqui d'Historiadors, organizado por la Fundación Bofill, y que se va a convertir en referente de su teoría sobre el catalanismo popular.
- Federalismo, anarcosindicalismo y catalanismo (1976)
- La immigració a Catalunya i altres estudis d'història del nacionalisme català (1984, que incluye la ponencia de 1974)
- De la Revolució de setembre a la fi de la guerra civil (1987) Vol. 6 de la Història de Catalunya, dirigida por Pierre Vilar y coordinada por él mismo.
- Les Bases de Manresa de 1892 i els orígens del catalanisme (1992) con Agustí Colomines.
- Les arrels populars del catalanisme (1999)
- Història del catalanisme fins el 1923 (2000)
- Històries de la Catalunya treballadora (2000)
- Patriotes i resistents. Història del primer catalanisme(2003) con Agustí Colomines.
- Misèria contra pobresa. Els fets de la Fatarella del gener de 1937 (2005)
- Historia del anarquismo en España (1870–1980), RBA Libros, Barcelona 2011, ISBN 978-84-9006-017-9.